# Пролив Дианы
Пролив Дианы — пролив в Тихом океане, отделяет остров Кетой от острова Симушир. Соединяет Охотское море и Тихий океан. По нему проходит граница между Курильским и Северо-Курильским районами Сахалинской области. По проливу из Тихого океана в Охотское море затекает ответвление холодного Курильского течения.
Длина около 15 км. Минимальная ширина 20 км. Максимальная глубина свыше 500 м. Берег обрывистый, гористый.
В проливе выделяются мысы Северо-Западный, Советский, Сторожевой, Отвесный (Симушир), Лежбищный, Монолитный, Округлый (Кетой). В пролив впадает много ручьёв, крупнейший из которых Сточный. На северном побережье пролива много подводных и надводных камней. В южной части пролива расположена бухта Броутона (разделяет полуострова Восточная Клешня и Западная Клешня на Симушире), а в северной части бухты Дианы и Южная на Кетое.
Средняя величина прилива по берегам пролива 1,0 м.
Пролив назван капитан-лейтенантом Василием Михайловичем Головниным в честь шлюпа «Диана», на котором он проводил исследование Курильских островов.
Берега пролива не заселены. Пролив находится в акватории Сахалинской области.

## См.также
- Курильские проливы